# NGC 2586
NGC 2586 est un groupe de trois étoiles rapprochées située dans la constellation de l'Hydre.
L'astronome américain Frank Müller a enregistré la position de ces trois étoiles en 1886.
Note : le programme Aladin et les bases de données Simbad ainsi que LEDA associent NGC 2586 à la galaxie PGC 23603.